# Legea Dulong-Petit
Legea Dulong-Petit este o lege empirică descoperită în 1819 de fizicienii francezi Pierre Louis Dulong și Alexis Thérèse Petit. Ea afirmă că, pentru o clasă largă de corpuri solide alcătuite dintr-o singură specie de atomi, capacitatea termică la volum constant pe mol are o valoare aproximativ constantă. Conform mecanicii statistice clasice, această valoare rezultă egală cu 3R, unde R este constanta universală a gazului ideal. 
La temperaturi joase, rezultatele experimentale se abat semnificativ de la legea Dulong-Petit: capacitatea termică a solidelor tinde la zero când temperatura tinde la 0 K, în conformitate cu principiul al treilea al termodinamicii.

## Deducere
Un sistem de vibrații într-o rețea cristalină poate fi modelat considerând potențialele unui oscilator armonic pe fiecare grad de libertate. Atunci, energia liberă a sistemului poate fi scrisă ca
{\displaystyle F=N\varepsilon _{0}+k_{B}T\sum _{\alpha }\log \left(1-e^{-\hbar \omega _{\alpha }/k_{B}T}\right)}
unde indicele α se sumează pe toate gradele de libertate. În modelul lui Einstein din 1907 (opus modelului Debye, care avea să apară mai târziu) se consideră numai limită de înaltă energie:
{\displaystyle k_{B}T\gg \hbar \omega _{\alpha }.\,}
atunci
{\displaystyle 1-e^{-\hbar \omega _{\alpha }/k_{B}T}\approx \hbar \omega _{\alpha }/k_{B}T.\,}
rezultând
{\displaystyle F=N\varepsilon _{0}+k_{B}T\sum _{\alpha }\log \left({\frac {\hbar \omega _{\alpha }}{k_{B}T}}\right)}
Definind  frecvența medie geometrică prin
{\displaystyle \log {\bar {\omega }}={\frac {1}{M}}\sum _{\alpha }\log \omega _{\alpha },}
unde M e numărul total de grade de libertate ale systemului. 
{\displaystyle F=N\varepsilon _{0}-Mk_{B}T\log k_{B}T+Mk_{B}T\log \hbar {\bar {\omega }}\,}
Folosind energia
{\displaystyle E=F-T\left({\frac {\partial F}{\partial T}}\right)_{V},}
rezultă
{\displaystyle E=N\varepsilon _{0}+Mk_{B}T.\,}
{\displaystyle C_{V}=\left({\frac {\partial E}{\partial T}}\right)_{V}=Mk_{B},}
care e independent de temperatură.